# Германув (Лодзинське воєводство)
Германув (пол. Hermanów) — село в Польщі, у гміні Паб'яниці Паб'яницького повіту Лодзинського воєводства.
Населення — 393 особи (2011).
У 1975-1998 роках село належало до Лодзинського воєводства.

## Демографія
Демографічна структура станом на 31 березня 2011 року:
|          | Загалом | Допрацездатний вік | Працездатний вік | Постпрацездатний вік |
| -------- | ------- | ------------------ | ---------------- | -------------------- |
| Чоловіки | 194     | 37                 | 139              | 18                   |
| Жінки    | 199     | 43                 | 121              | 35                   |
| Разом    | 393     | 80                 | 260              | 53                   |